# Statusrecht
Das Statusrecht ist in Deutschland ein nicht legal definierter Begriff des Dienstrechts der Beamten, Soldaten und Richter. Das Statusrecht umfasst Statusrechte und Statuspflichten.
Das Statusrecht umfasst nicht die Gesamtheit des Gegenstandsbereichs der Rechtsverhältnisse der in einem öffentlich-rechtlichen Dienstverhältnis stehenden Personen. Auf die Beamten bezogen umfassen Statusrechte und -pflichten den durch die Typisierung des Beamtenverhältnisses als öffentlich-rechtliches Dienst- und Treueverhältnis akzentuierten Sonderstatus (Sonderrechtsverhältnis) sowie die institutionelle Garantie des Berufsbeamtentums einschließlich ihrer hergebrachten Grundsätze.
Nach dem Gesetzentwurf zum Änderung des Grundgesetzes im Zuge der Föderalismusreform im Jahr 2006 (BT-Drs. 16/813) sind Statusrechte und -pflichten:
- Wesen, Voraussetzungen, Rechtsform der Begründung, Arten, Dauer sowie Nichtigkeits- und Rücknahmegründe des Dienstverhältnisses,
- Abordnungen und Versetzungen
- Voraussetzungen und Formen der Beendigung des Dienstverhältnisses (vor allem Tod, Entlassung, Verlust der Beamten-, Soldaten- und Richterrechte, Entfernung aus dem Dienst nach dem Disziplinarrecht)
- statusprägende Pflichten und Folgen der Nichterfüllung,
- wesentliche Rechte,
- Bestimmung der Dienstherrnfähigkeit,
- Spannungs- und Verteidigungsfall und
- Verwendungen im Ausland

Der Bund hat die Statusrechte und -pflichten der Beamten der Länder, Gemeinden und anderen Körperschaften des öffentlichen Rechts sowie der Richter in den Ländern – mit Ausnahme der Laufbahnen, Besoldung und Versorgung – im Beamtenstatusgesetz geregelt.

## Statusmaßnahme
Als Statusmaßnahme wird im engeren Sinne eine Maßnahme bezeichnet, die das Dienstverhältnis betrifft und im Zusammenhang mit einem Disziplinarverfahren oder Strafverfahren erfolgt. Im weiteren Sinne kann Statusmaßnahme alle Statusrechte und -pflichten betreffenden Maßnahmen unabhängig vom Anlass bezeichnen.